# La libertà/Non c'è più nessuno
La libertà/Non c'è più nessuno è il sesto singolo discografico de I Camaleonti. Venne pubblicato nel 1966 dall'etichetta Kansas. Contiene due  brani che sono cover con testo in italiano di produzioni straniere: il primo di "The Last Train To Clarksville" dei Monkees mentre il secondo di "A Groovy Kind of Love" dei Mindbenders.

## Tracce
Lato A
1. La libertà – 2:28 (testo: Luigi Menegazzi, Michele Del Prete – musica: Robert Luke Harshman, Tommy Boyce)

Lato B
1. Non c'è più nessuno – 2:08 (testo: Luigi Menegazzi, Domenico Umberto Seren Gay – musica: Carole Bayer Sager, Toni Wine)